# Alter Friedhof (Neustadt am Rübenberge)

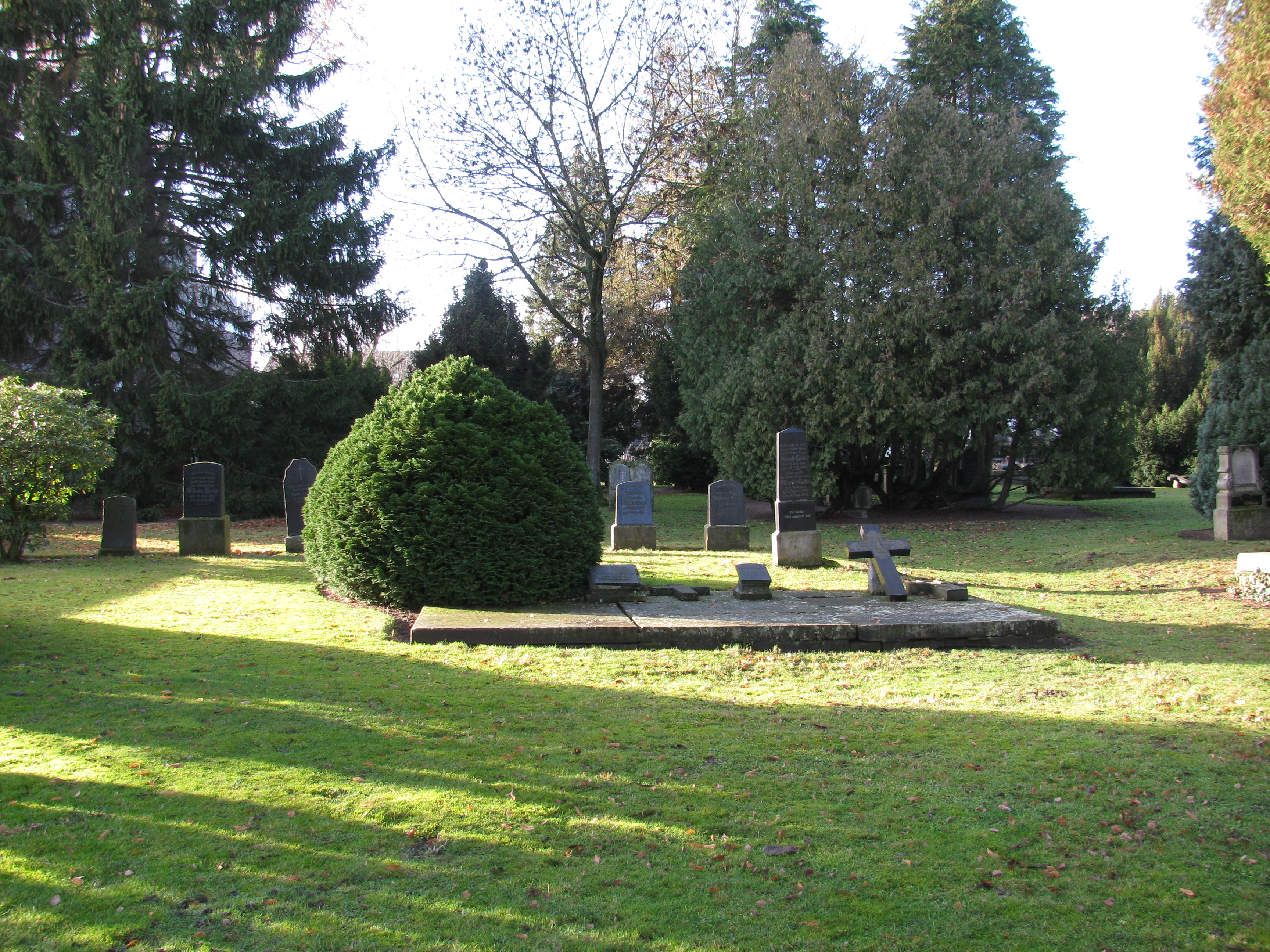
Der aufgelassene Alte Friedhof

Der Alte Friedhof in Neustadt am Rübenberge, Region Hannover, ist ein im ersten Viertel des 19. Jahrhunderts angelegter Friedhof. Die denkmalgeschützte Anlage findet sich an der Nienburger Straße vor der Kreuzung mit der Bahntrasse.

## Geschichte und Beschreibung
Der Zugang zu der Grünanlage, deren ältesten Beisetzungen durch zwei um die Jahre 1824 und 1835 datierte „Zippoi“ vor Ort dokumentiert sind, erfolgt durch zwei Pforten aus Sandstein. Diese wurden plastisch als mit Trauerflor verzierte Baluster mit einem aufgelegten Kreuz beziehungsweise in Form von Urnen gearbeitet.
Zu den Zeugnissen der Sepulkralkultur zählen als Portal gestaltete Grabmäler und trauernde Genien aus der Zeit des späten 19. Jahrhunderts. In diesem Zeitraum wurde auch die um 1890 aus Ziegelstein errichtete kleine Leichenwagen-Remise erbaut; ähnliche, mit Eck- und Staffel-First errichtete Funktionsbauten der Bestattungskultur finden sich heute nur noch selten in Deutschland.
Aus der Kolonialgeschichte unter Kaiser Wilhelm II. findet sich das mit Palme, Löwe, Säbel und Gewehr sowie Kolonialhut aufwendig halbplastisch illustrierte Grabmal des Max Dettmann. Der auch als Afrikastein bekannte Grabstein erinnert ausweislich der Inschrift an den am 14. Juni 1873 in „Cassel“ geborenen Max Hermann Dettmann, der 1903 unter dem deutschen Gouverneur Woldemar Horn als Stations-Assisistent der Kaiserlichen Polizeitruppe in „Togo-Deutsch-Afrika“ diente, genauer in der lediglich durch insgesamt drei Nicht-Einheimische besetzten Kolonial-Station Sokodé („Paratau“) unter seinem unmittelbaren Vorgesetzten, dem Arzt und Kolonialbeamten Hermann Kersting. Während eines Heimaturlaubes starb Max Dettmann am 17. August 1903 in Neustadt am Rübenberge an Malaria im 30. Lebensjahr, als er zu Besuch bei Verwandten war.
Aus der Zeit nach dem Ersten Weltkrieg bis unmittelbar vor der Schließung des Alten Friedhofs finden sich vor Ort zudem einige mit Reliefs verzierte Grabstelen.

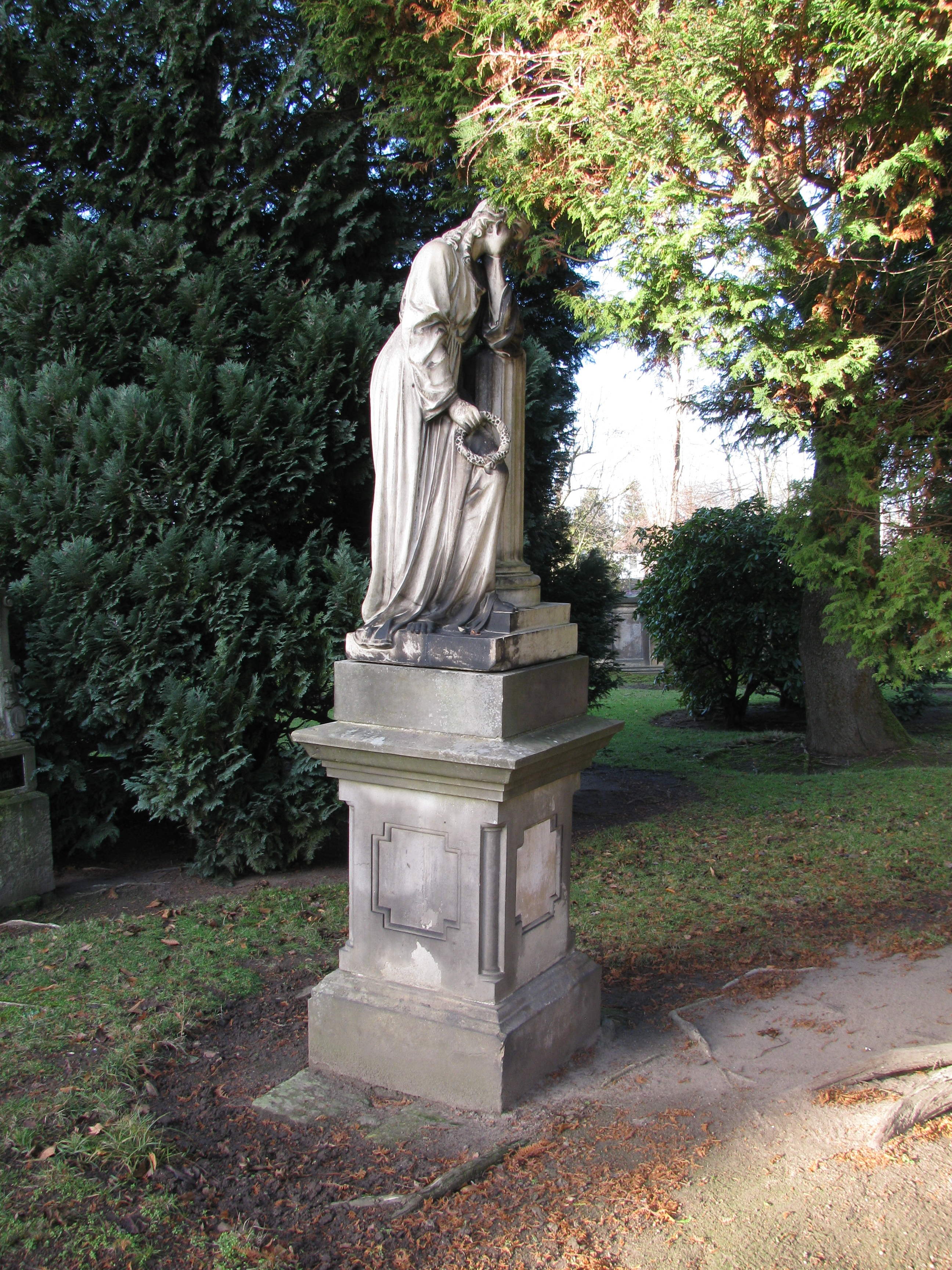
Trauernde Genie mit Lorbeerkranz
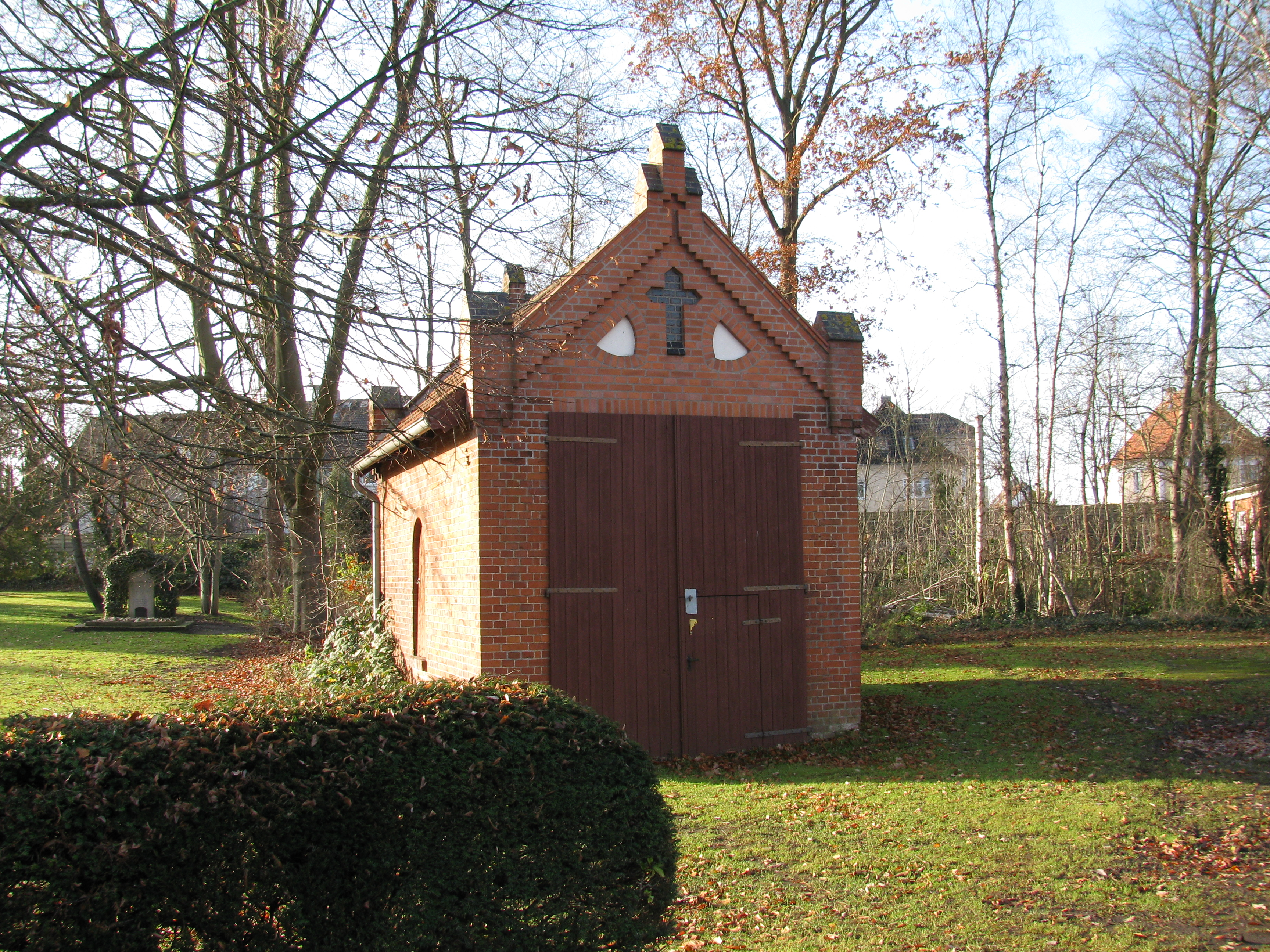
Remise für den Leichenwagen
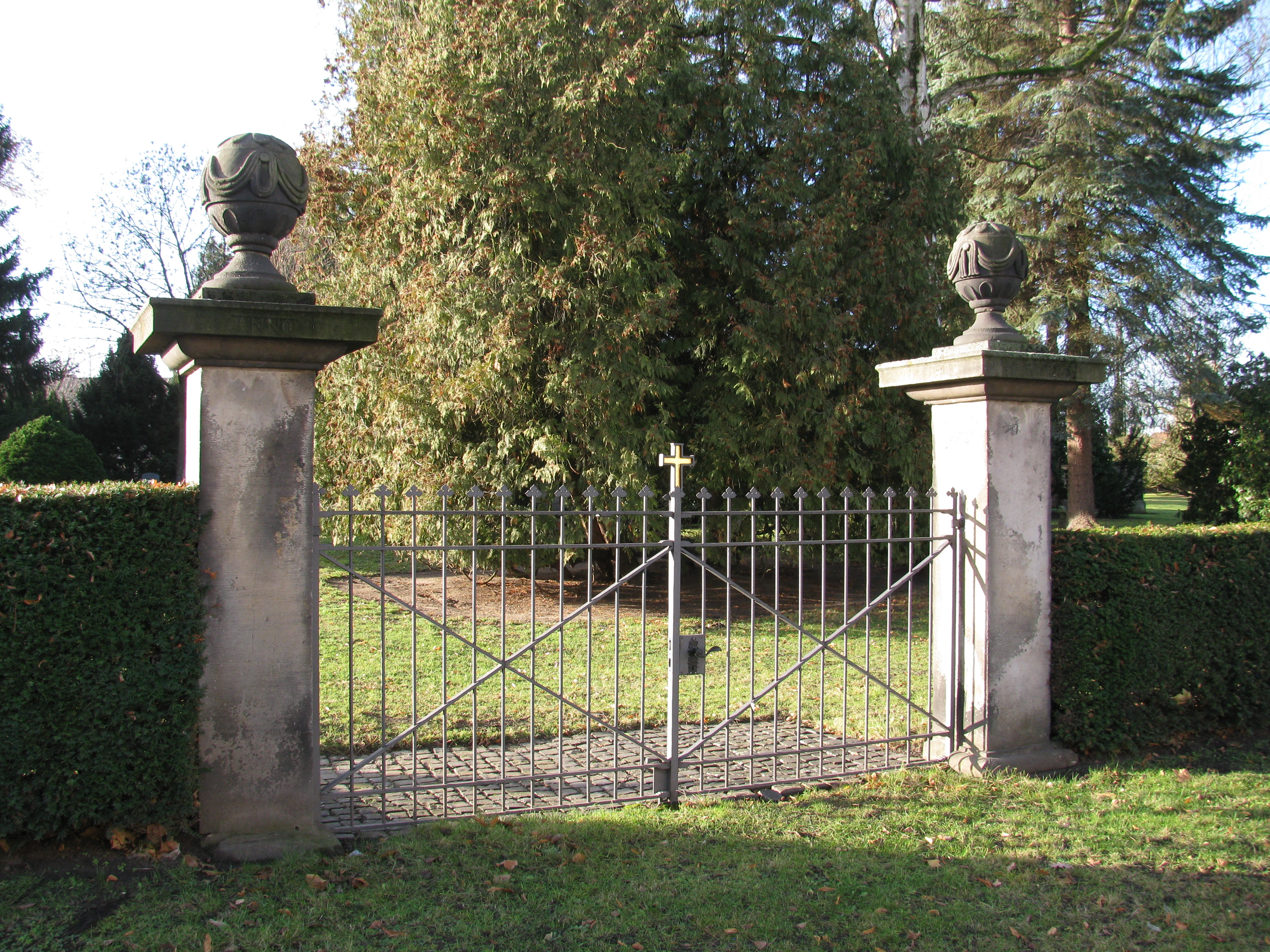
Eine der beiden Eingangspforten
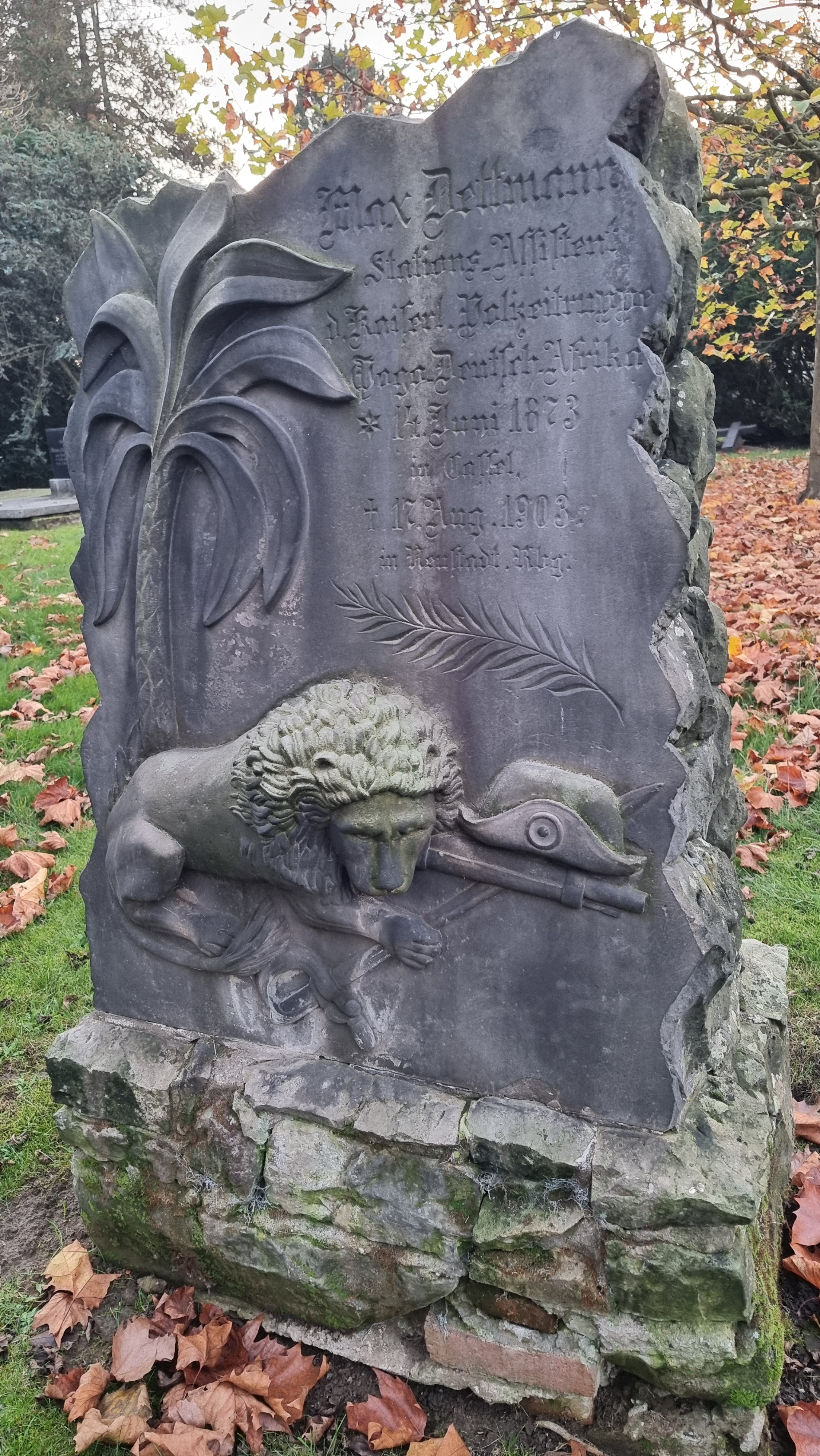
Plastisch mit Waffen illustriertes Grabmal Max Dettmanns (Vorderseite)